# Saint-Louis-du-Nord
Saint-Louis-du-Nord, in creolo haitiano Sen Lwi dinò, è un comune di Haiti, capoluogo dell'arrondissement omonimo nel dipartimento del Nordovest.